# Рокі-Риппл (Індіана)
Рокі-Риппл (англ. Rocky Ripple) — місто (англ. town) в США, в окрузі Меріон штату Індіана. Населення — 655 осіб (2020).

## Географія
Рокі-Риппл розташоване за координатами 39°50′54″ пн. ш. 86°10′23″ зх. д. / 39.84833° пн. ш. 86.17306° зх. д. (39.848403, -86.173128).  За даними Бюро перепису населення США в 2010 році місто мало площу 0,78 км², уся площа — суходіл.

## Демографія
Згідно з переписом 2010 року, у місті мешкало 606 осіб у 291 домогосподарстві у складі 158 родин. Густота населення становила 772 особи/км².  Було 315 помешкань (402/км²).
Расовий склад населення:
| - 89,1 % — білих - 6,1 % — чорних або афроамериканців - 0,8 % — азіатів - 0,5 % — корінних американців - 1,0 % — осіб інших рас |

До двох чи більше рас належало 2,5 %. Частка іспаномовних становила 2,5 % від усіх жителів.
За віковим діапазоном населення розподілялося таким чином: 18,2 % — особи молодші 18 років, 68,1 % — особи у віці 18—64 років, 13,7 % — особи у віці 65 років та старші. Медіана віку мешканця становила 40,3 року. На 100 осіб жіночої статі у місті припадало 97,4 чоловіків;  на 100 жінок у віці від 18 років та старших — 89,3 чоловіків також старших 18 років.
Середній дохід на одне домашнє господарство  становив 58 038 доларів США (медіана — 50 417), а середній дохід на одну сім'ю — 64 457 доларів (медіана — 53 625). Медіана доходів становила 50 625 доларів для чоловіків та 44 500 доларів для жінок. За межею бідності перебувало 17,0 % осіб, у тому числі 29,6 % дітей у віці до 18 років та 8,0 % осіб у віці 65 років та старших.
Цивільне працевлаштоване населення становило 356 осіб. Основні галузі зайнятості: освіта, охорона здоров'я та соціальна допомога — 32,0 %, роздрібна торгівля — 14,0 %, науковці, спеціалісти, менеджери — 12,6 %.